# Davide Manuli
Davide Manuli (Milano, 11 aprile 1967) è un regista e attore italiano.

## Biografia
Si trasferisce a New York nel 1987 per studiare all'Actors Studio e al Lee Strasberg Institute terminando gli studi nel 1992. Dopo alcune esperienze nel mondo del cinema sia come attore che come manager arriva in finale nel Premio Solinas con la sceneggiatura di Girotondo, giro intorno al mondo, vincendo una borsa di studio. Nel 1998 riuscirà a trasformare la sua sceneggiatura in film curandone anche la regia. Sempre nel '98, il film partecipa alla quinta edizione del Festival Arezzo Cittadella del Cinema Indipendente, vincendo il gran premio Fuji come miglio film (il presidente di giuria è Morando Morandini). Nel 2008 gira il suo secondo lungometraggio, Beket, che partecipa al Festival di Locarno. 
Negli anni seguenti ha lavorato come aiuto regista per Abel Ferrara e nel 2012 è uscito il suo terzo lungometraggio che è stato proiettato per l'anteprima mondiale al Festival di Rotterdam: La leggenda di Kaspar Hauser con protagonisti Vincent Gallo, Claudia Gerini e Silvia Calderoni. Nel 2015 esce con la casa editrice IL Saggiatore il libro comics tratto dalla sceneggiatura di La Leggenda di Kaspar Hauser, con i disegni del tatuatore milanese Gianluca Sigurani.

## Filmografia

### Regista
- Girotondo, giro intorno al mondo (1998)
- Bombay: Arthur Road Prison (1998)
- Inauditi-Inuit! (2006)
- Beket (2008)
- La leggenda di Kaspar Hauser (2012)

### Attore
- Un incantevole aprile (Enchanted April), regia di Mike Newell (1992)
- The Contenders, regia di Tobias Meinecke (1993)
- Girotondo, giro intorno al mondo, regia di Davide Manuli (1998)
- Inauditi-Inuit!, regia di Davide Manuli (2006)
- Nelle tue mani, regia di Peter Del Monte (2007)